# Chrysler Windsor
Chrysler Windsor – samochód osobowy klasy wyższej średniej (pełnowymiarowej) produkowany pod amerykańską marką Chrysler w latach 1939–1961 w USA, a do 1966 roku w Kanadzie.
Dostępny był jako 2-drzwiowe coupé, 4-drzwiowy sedan, 5-drzwiowe kombi i 2-drzwiowy kabriolet, a w późniejszych latach także jako hardtop coupe i hardtop sedan. Do napędu używano silników R6 i V8. Moc przenoszona była na oś tylną poprzez manualną lub automatyczną skrzynię biegów. 
Po II wojnie światowej wprowadzony na rynek ponownie w 1946 jako lepiej wyposażona wersja najtańszego modelu Chrysler Royal. Od 1951 roku Windsor stał się najtańszym z gamy modeli Chryslera produkowanych w USA. W 1961 roku modelowym, po wprowadzeniu nowego najtańszego modelu Chrysler Newport, nazwę Windsor otrzymał pośredni model, zastępujący model Chrysler Saratoga. Produkowany był jeszcze tylko w 1961 roku, po czym został w USA zastąpiony przez Chrysler 300. Produkcję modeli pod nazwą Windsor kontynuowano natomiast w Kanadzie.

## Galeria

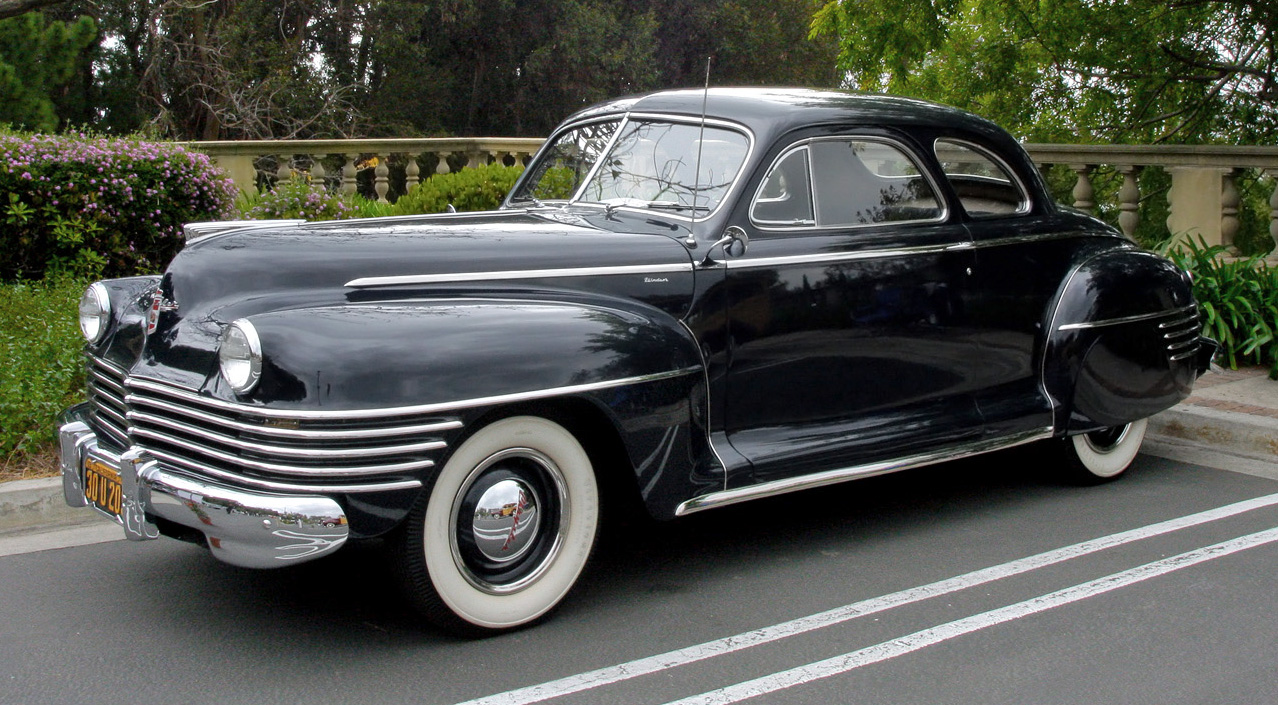
Chrysler Windsor I
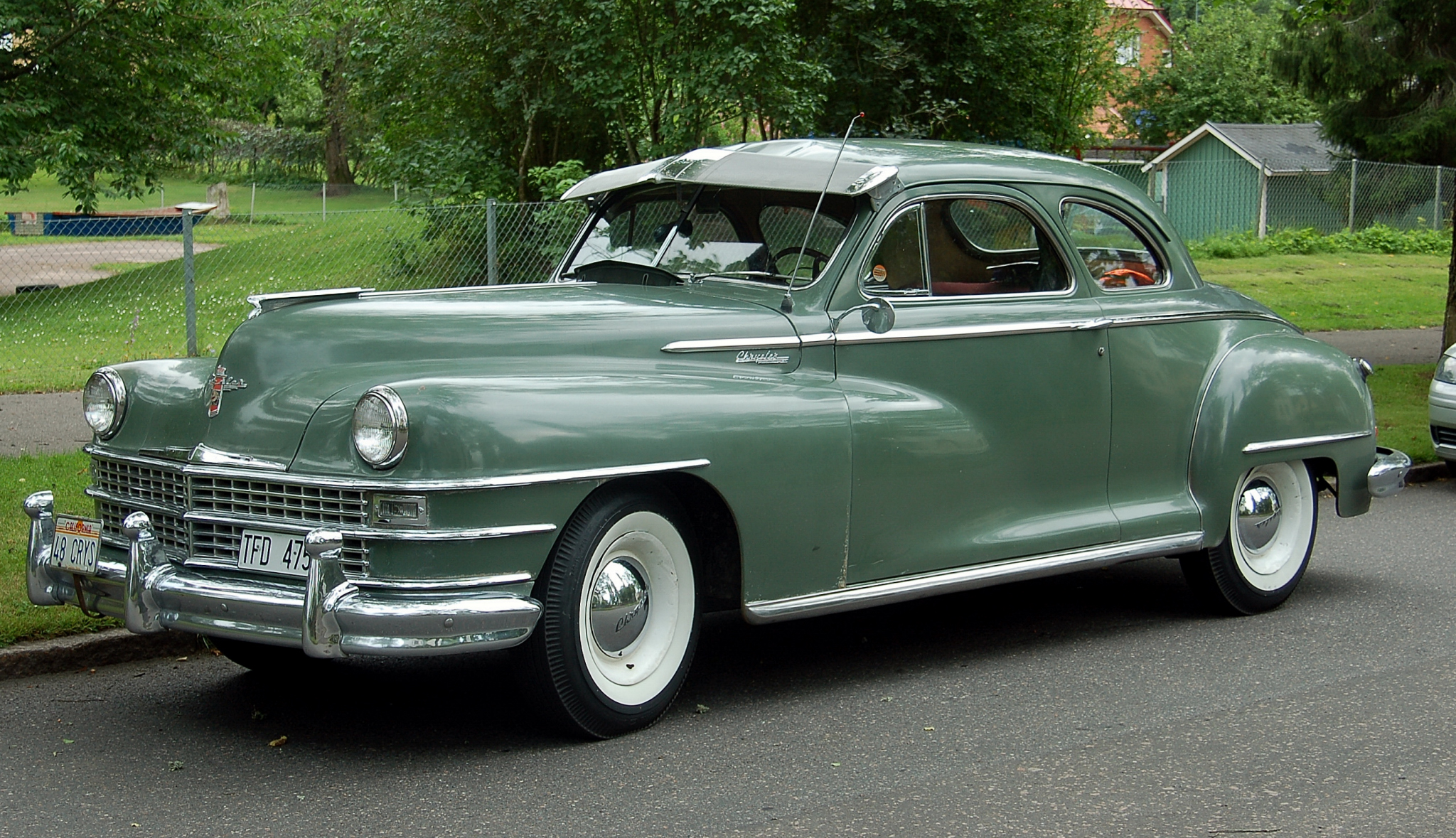
Chrysler Windsor II
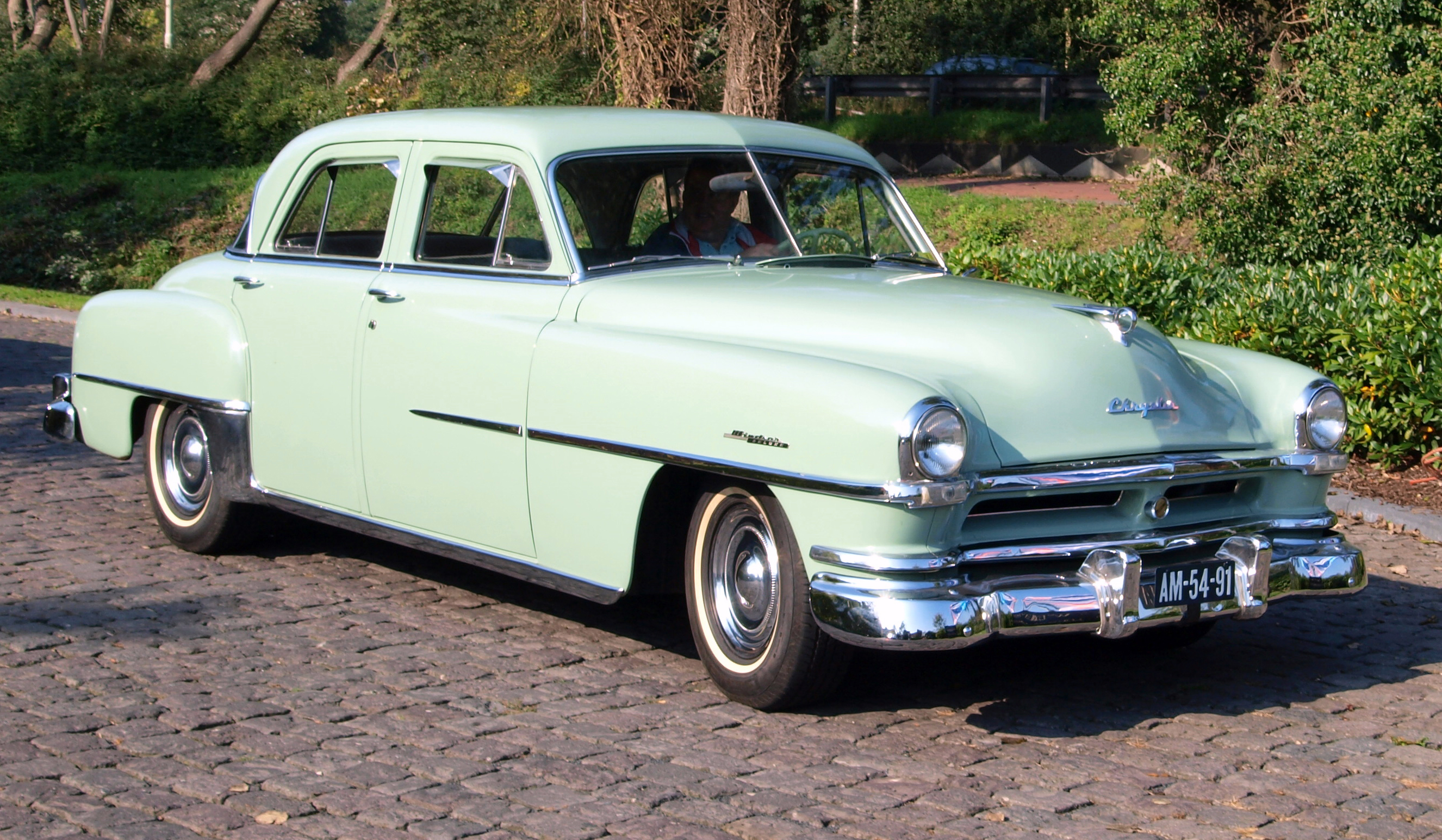
Chrysler Windsor III
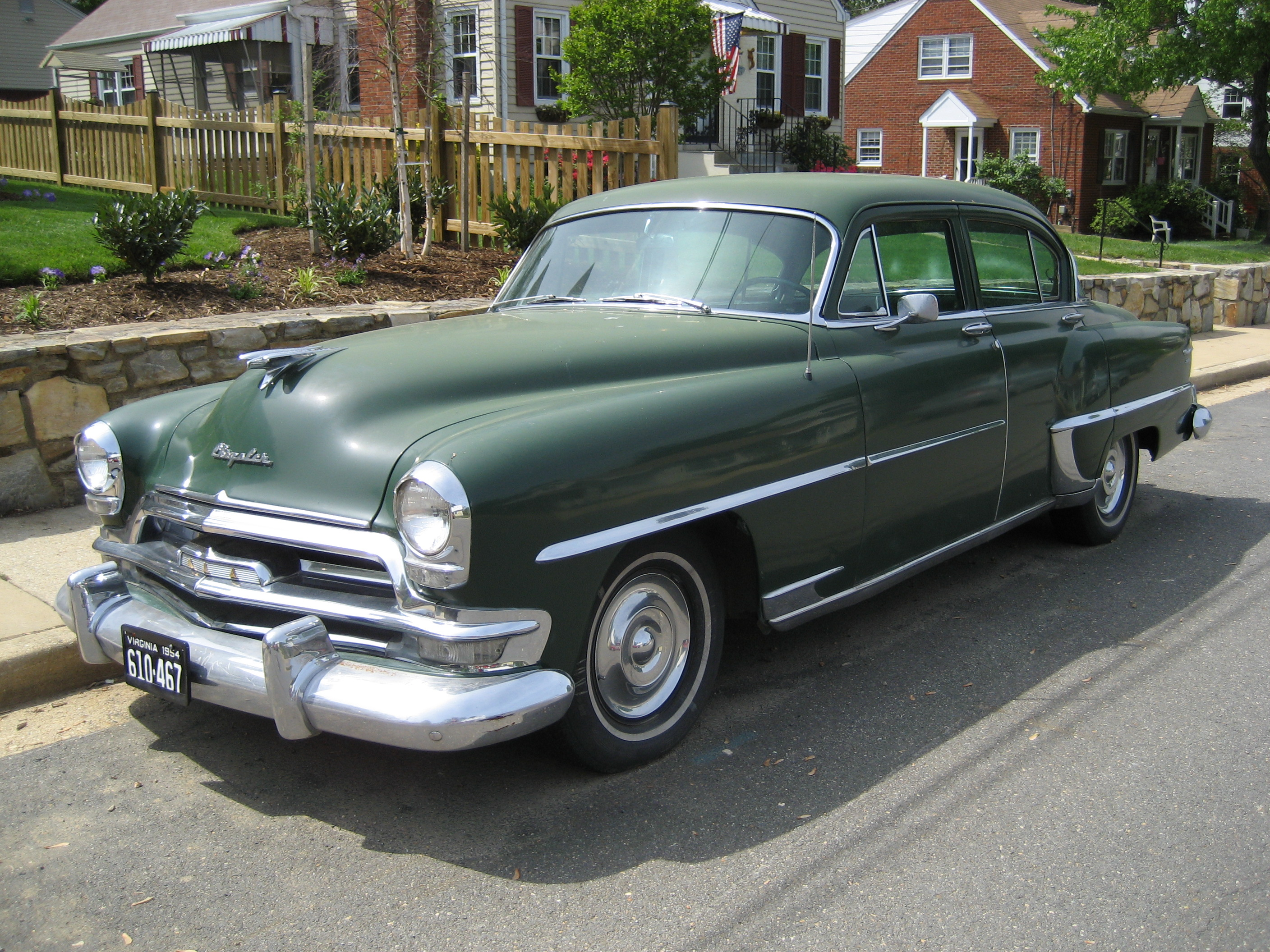
Chrysler Windsor IV
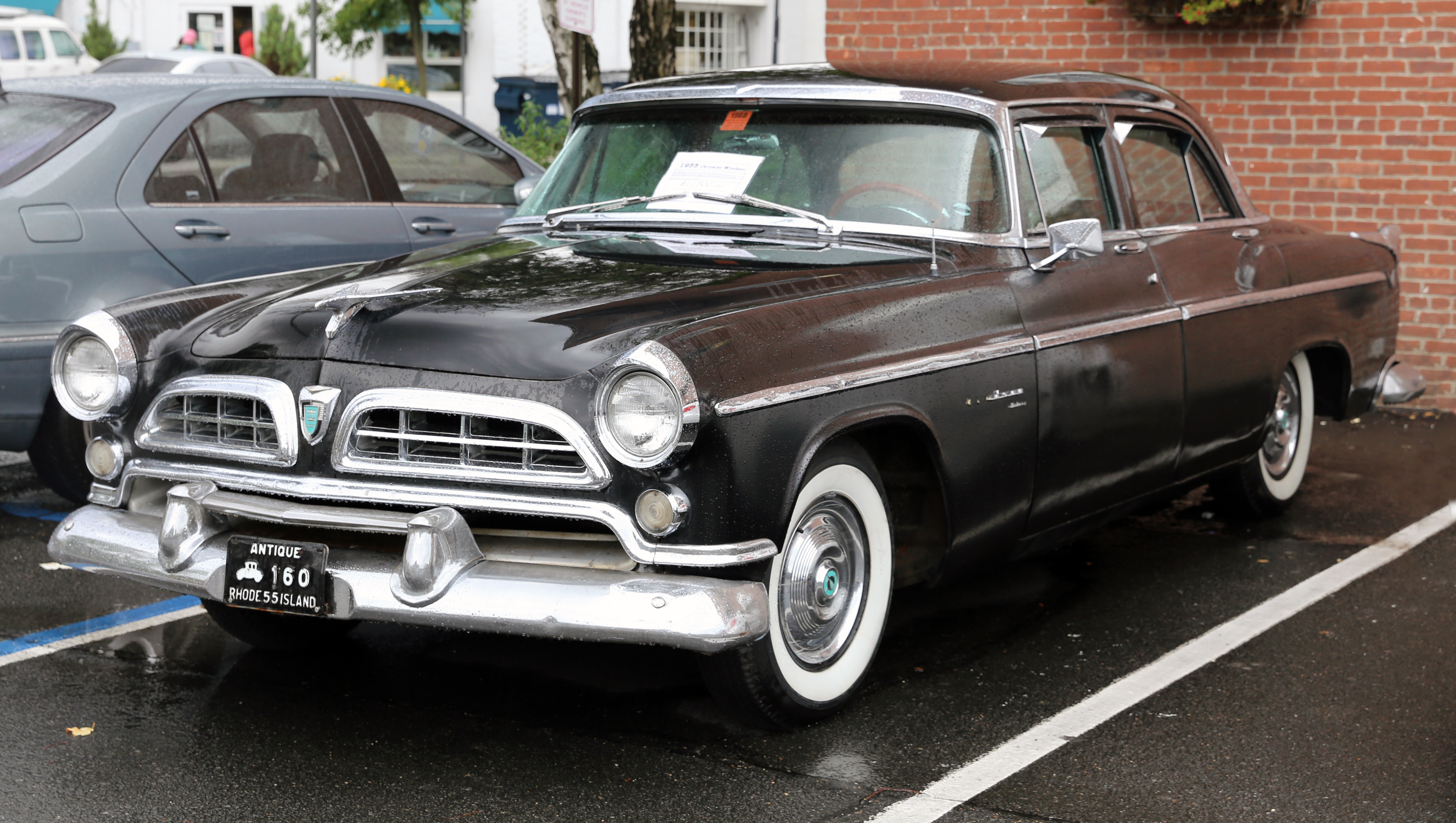
Chrysler Windsor V
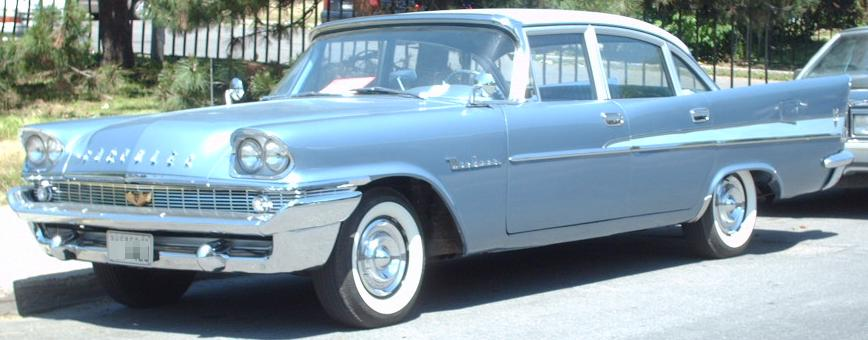
Chrysler Windsor VI
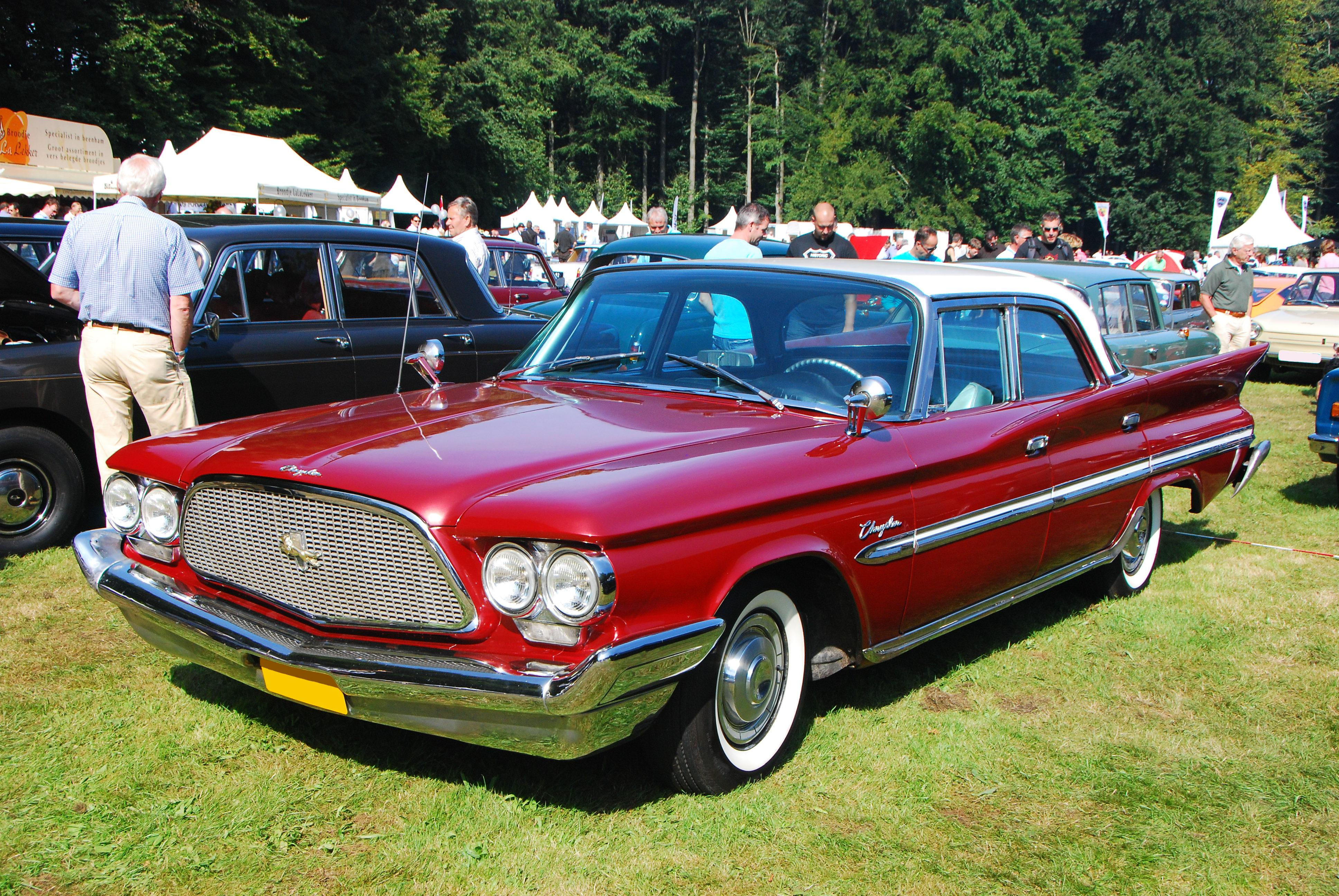
Chrysler Windsor VII
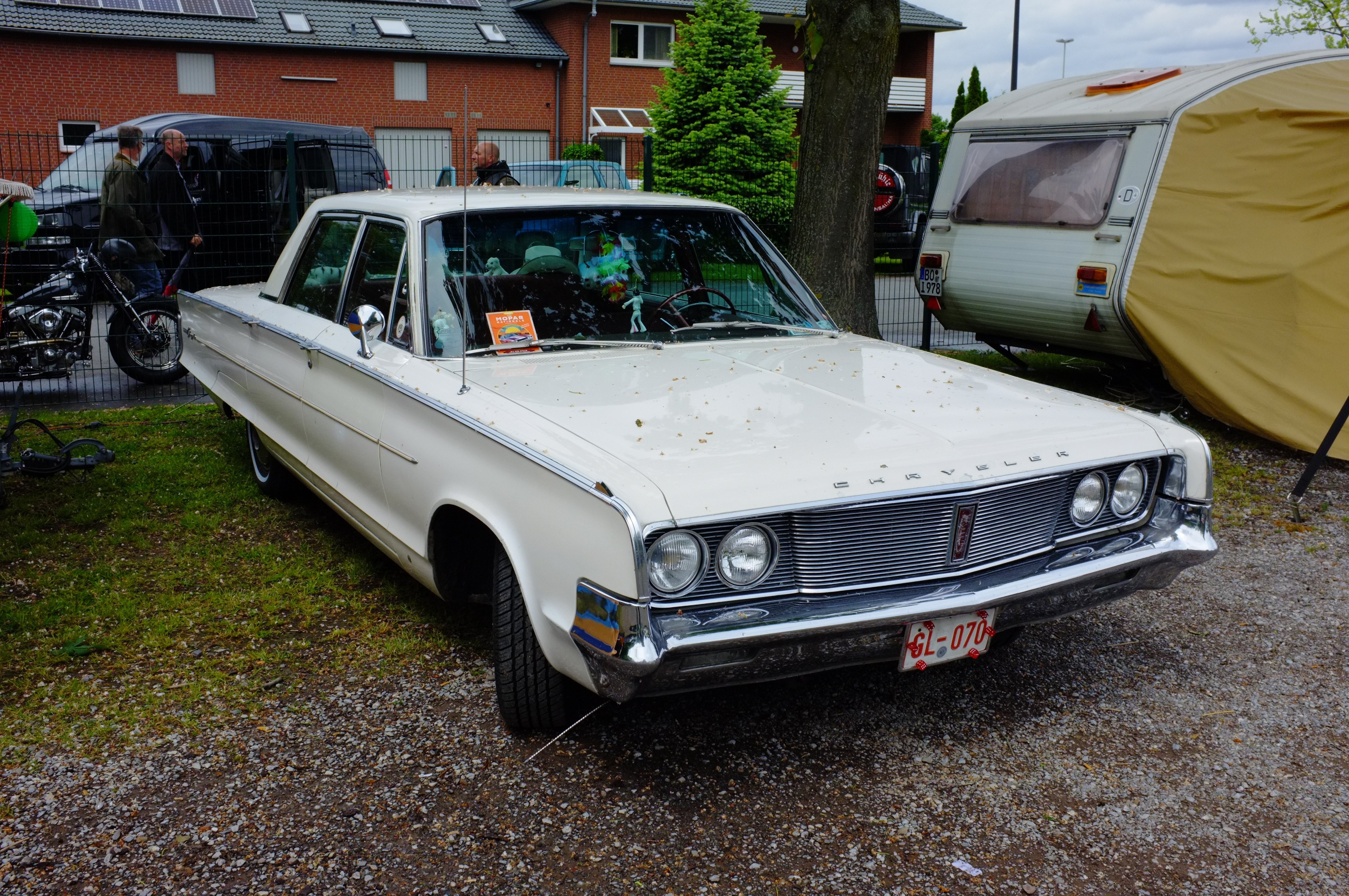
Chrysler Windsor VIII

## Dane techniczne ('57 V8 5.8)
- V8 5,8 l (5793 cm³), 2 zawory na cylinder, OHV
- Układ zasilania: gaźnik
- Średnica cylindra × skok tłoka: 100,00 mm × 92,20 mm
- Stopień sprężania: 9,2:1
- Moc maksymalna: 231 KM (170 kW) przy 4400 obr./min
- Maksymalny moment obrotowy: 420 N•m przy 2400 obr./min